# Cinéma au Québec
Pour un article plus général, voir Cinéma canadien francophone.
Le cinéma au Québec désigne l'ensemble du domaine cinématographique du Québec. L’arrivée du cinéma au Québec s’est faite six mois après que les spectateurs français eurent découvert les « vues animées » des frères Lumière. Dix ans plus tard, en 1906, Léo Ernest Ouimet, l’un des  pionniers du cinéma francophone en Amérique du Nord ouvre la première salle de cinéma permanente à Montréal. L’Église catholique, alors toute-puissante, ne voit pas d’un bon œil l’arrivée de ces lieux de spectacle et tente par tous les moyens de restreindre leurs activités. Alors que J.-A. Hormier tourne Madeleine de Verchères. le tout premier long-métrage de fiction québécois, Monseigneur Albert Tessier et quelques autres ecclésiastes ayant saisi les vertus idéologiques et éducatives du cinéma, se lancent à leur tour dans la réalisation de documentaires. En 1937, l’abbé Maurice Proulx réalise En pays neufs, le premier long-métrage sonore québécois.
À l’approche de la Seconde Guerre mondiale, la cinématographie québécoise se met lentement en place sous l’impulsion d’entrepreneurs et cinéastes privés, tels que J.-A. DeSève, Paul Langlais ou l’Abbé Jean-Marie Poitevin, auteur, en 1943, de À la croisée des chemins, le premier long-métrage de fiction québécois parlant. Bien qu’elle ait réussi à attirer les foules avec quelques films marquants (Le Père Chopin, Un homme et son péché, Le curé de village, La Petite Aurore, l'enfant martyre...), la production privée s’essouffle assez rapidement. Tandis qu’elle est à l’arrêt, c’est du déménagement des bureaux de l’Office national du film du Canada (ONF) à Montréal que vient la planche de salut. Dans les années qui suivent, plusieurs grands noms du cinéma québécois (Michel Brault, Gilles Carle, Gilles Groulx, Claude Jutra...) émergent des studios de l’organisme fédéral.
Dans les années 1960, la création de la SDICC et de la SODEC permet aux créateurs d’avoir accès à des sources de financements pérennes. On assiste alors à l’émergence d’un corpus fourni d’œuvres destinées au grand public dotées de qualités narratives et esthétiques rudimentaires, à l’instar de la vague des comédies érotiques initiée en 1969 par Valérie de Denis Héroux. Passée la Crise d’Octobre 1970 – qui a marqué une grande partie de la communauté cinématographique – arrive une période faste pour les cinéastes et leurs œuvres qui voyagent de plus en plus à l’étranger. Mais cet élan est coupé net par l’échec du référendum sur l’indépendance de 1980. Le cinéma québécois entre dans une période de morosité, qui durera jusqu’au succès commercial et critique sans précédent reçu par Le déclin de l’empire américain de Denys Arcand.
Depuis les années 1990, le nombre de productions disponibles sur les écrans a presque triplé. Les récits de fiction semblent avoir trouvé leur équilibre, entre drames d’auteur, comédies et films de genre. Renouvelant sans cesse son corpus de cinéastes, le cinéma québécois arrive à une forme de maturité. Les fictions québécoises continuent de voyager et d’engranger des prix dans les plus grands festivals de la planète.Toutefois, les problèmes de visibilité sur le plan du box office local sont encore importants, la dépendance des maisons de production aux institutions de financement est de plus en plus grande, et la place des femmes dans la production reste un combat plus que jamais d’actualité.

## Histoire

### Époque des pionniers
|                                                                 |  |  |
| Léo-Ernest Ouimet et la première salle du Ouimetoscope en 1906. |  |  |

Ce sont les Français Louis Minier et Louis Pupier qui introduisent le cinéma au Québec le 27 juin 1896. Cette première représentation du « cinématographe » et des premières œuvres d'Auguste et Louis Lumière se déroule à Montréal dans l'édifice Robillard. Il s’agit alors de la première représentation de cinéma au Canada. Jusqu’au début du XXe siècle, le cinéma est d’abord et avant tout considéré comme une attraction foraine; des projectionnistes ambulants sillonnent la province et offrent des représentations lors de fêtes et grands rassemblements. Parmi les premiers projectionnistes ambulants, on compte les aristocrates français Marie Tréourret de Kerstrat et son fils Henry de Grandsaignes d'Hauterives, dont le répertoire est principalement constitué des films de Lumière, Méliès et Pathé de l’époque, et Wilfrid Picard qui, à partir de 1905, parcourt la province pour y présenter des films religieux et des documentaires.
Les premiers films tournés au Québec sont l’œuvre de projectionnistes et opérateurs américains et français en visite. Leur but est principalement de recueillir des extraits pour les catalogues des compagnies Lumière, Edison et Biograph. Le premier film toujours disponible tourné en sol québécois est Danse indienne (tourné en 1898, sorti en 1900) de l’opérateur Lumière Gabriel Veyre. La compagnie d'Edison et l’American Mutoscope and Biograph Company offrent également quelques films tournés dans la province à partir de 1898.
Grâce au projectionniste et «mécanicien de machine à vues» Léo-Ernest Ouimet, la projection et la distribution de films s’organise au Québec. À partir du 1er janvier 1906, date d’ouverture du Ouimetoscope, de nombreuses salles de cinéma seront créées dans la région de Montréal. À peine deux ans plus tard, on en compte 28, à Montréal et dans les grandes villes du Québec. En plus d’y projeter des films étrangers, desquels il traduit souvent lui-même les intertitres en français québécois, Ouimet remporte également un grand succès grâce à ses films d’actualités locales, qui font de lui le premier cinéaste québécois. La grande popularité de sa première salle de cinéma entraîne, en 1907, la construction du second Ouimetoscope, la première salle de spectacle de luxe expressément consacrée au cinéma en Amérique du Nord.
Au Québec, les premières formes de censure du cinéma affectent directement les propriétaires de salles québécois qui investissent déjà beaucoup d’énergie à lutter contre la concurrence. À la fin de 1907, l’archevêque de Montréal, Mgr Napoléon Bruchési somme les catholiques de ne pas projeter de films le dimanche, qui est alors considéré comme le jour le plus rentable de la semaine, sous peine de devoir payer une amende. En 1908, l’interdiction s’étend à tous les cinémas de Montréal, toutes confessions confondues. Ouimet conteste cette loi à la Cour suprême du Canada ; il obtient finalement gain de cause en 1912, après un procès de 4 ans. Dès 1909, Ouimet se retrouve propulsé à la tête de la Motion Picture association of the Province of Quebec, un organisme créé pour unir les propriétaires de salles contre la censure exercée par l’Église dans la province.

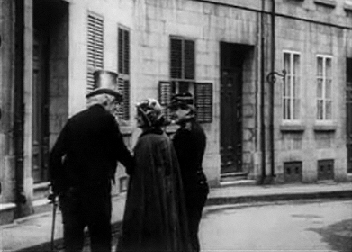
The Old Guard, film américain de 1912 où les rues du Vieux-Québec servent de décors pour illustrer Paris au XIXe siècle

En 1912, de nombreuses productions américaines sont réalisées au Québec, plus particulièrement dans la ville de Québec qui, comme arrière-plan, peut prendre les allures d’une ville française pour le producteur qui ne veut pas traverser l’Atlantique. C’est dans la région de Québec que seront tournés deux courts-métrages de D. W. Griffith, A Sailor’s Heart et Pirate’s Gold ainsi que plusieurs autres films du Trust Edison comme The Old Guard, Put Yourself in Their Place, A gay Time in Old Quebec.
Jusque-là administrées par des Canadiens français, les salles de cinéma commerciales du Québec tombent, de 1915 à 1920, une à une, aux mains des Américains qui, avantagés par l’absence de compétiteurs causée par la Première Guerre mondiale en Europe, prennent le contrôle unilatéral des cinémas canadiens et en font une part de leur marché intérieur. À cette époque, Léo-Ernest Ouimet, qui a déjà perdu au début des années 1910 le droit de diffuser des films de la Motion Picture Patent Company d’Edison, est contraint de se tourner vers Pathé afin de s’assurer du contenu. Après avoir placé le Ouimetoscope en location en 1914, il fonde la Speciality film Import en 1915, distributeur officiel des films Pathé au Canada. En 1922, sa compagnie est contrainte à la faillite ; il perd le Ouimetoscope malgré la popularité toujours croissante du cinéma à cette époque. Sa compagnie est achetée la même année par la filiale canadienne du distributeur américain Famous Players.

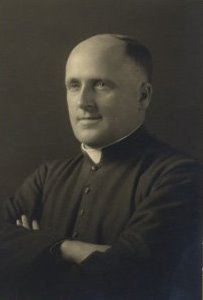
Mgr Albert Tessier, «prêtre-cinéaste» pionnier du documentaire au Québec.

Au début des années 1920, les producteurs et distributeurs américains se heurtent à la censure de plus en plus sévère imposée par le clergé québécois. L’Église, appuyée par le premier ministre Louis-Alexandre Taschereau, menace d’interdire la diffusion des grandes productions hollywoodiennes. Cette situation amène les studios hollywoodiens à menacer de boycotter les salles du Québec pour se faire entendre. Ils cèderont toutefois et finiront par se plier aux exigences des censeurs.
Tandis que les moyens de diffusions s’américanisent, les années 1920 voient naître les premiers balbutiements d’une production locale indépendante. Autodidacte et considéré comme l’un des tout premiers cinéastes documentaire au Québec, Mgr Albert Tessier, qui est également historien, journaliste et enseignant, commence à tourner de courts films dès 1925. Ces œuvres dépeignent le milieu de vie et le travail au Québec. Elles sont présentées lors de ciné-conférences où il improvise lui-même la narration à vive voix. Il est actif jusqu’en 1956.
Du côté de la fiction, Joseph-Arthur Homier, un dramaturge et photographe reconnu à l’époque, se lance dans la production de Oh! Oh! Jean, le premier véritable film de fiction québécois en 1922. Encouragé par son succès auprès du public, ce film burlesque est suivi la même année par le long-métrage Madeleine de Verchères et La Drogue fatale en 1924. Malgré le succès local, les difficultés que rencontre Homier à présenter ses œuvres dans un marché contrôlé par des Américains l’empêchent de mener ses projets suivants à terme. Ces films, imprimés sur supports en nitrate, furent détruits par le département des incendies de la ville de Montréal. Un autre cinéaste, Jean Arsin, réussira à réaliser trois films grâce à l’appui du journal La Presse. Il connait également un certain succès.
Même si les jeunes de moins de 16 ans doivent être accompagnés par un adulte dans les cinémas de la province depuis 1919, le dimanche 9 janvier 1927 l’incendie du Laurier Palace entraîne vers la mort 78 enfants âgés de 4 à 18 ans. Ce drame sans précédent, largement couvert dans la presse et utilisé par l’Église pour condamner le cinéma, entraîne la création de la Commission d’enquête publique sur l’incendie de Laurier Palace ou Commission Boyer. Le Rapport Boyer, qui en découlera, entraîne l’interdiction totale du cinéma aux moins de 16 ans; cette loi est appliqué à partir du 22 mars 1928.

#### Cinéma sonore et la barrière de la langue
La première salle équipée pour le cinéma sonore est le Palace de Montréal qui projette Street Angel et The Jazz Singer à la fin de 1928. Peu à peu tous les cinémas de la province convertiront leurs salles pour accueillir le son. En 1932, les distributeurs américains cessent de distribuer les films muets.

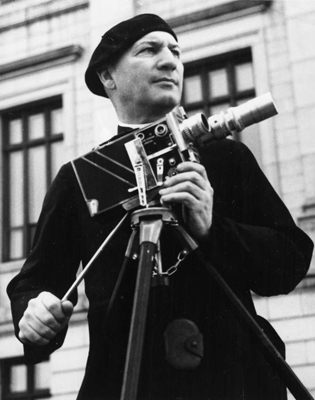
L'abbé Maurice Proulx, agronome et cinéaste documentaire

Même avant l’arrivée du cinéma sonore, on parle déjà d’incorporer du contenu francophone dans les salles de la province dès le milieu des années 1920. Avec l’américanisation rapide du contenu et des propriétaires de salles après la Première Guerre mondiale, des voix s’élèvent au sein des milieux nationalistes et cléricaux pour demander des films possédant des intertitres en français. Il faut attendre mai 1930 pour que le premier film parlant en français projeté au Québec, Les Trois Masques d’André Hugon, soit présenté au théâtre Saint-Denis.
Le créneau du cinéma en français demeure sous-exploité au Québec jusqu’en août 1930, année de formation de la Compagnie cinématographique canadienne, une entreprise d’importation fondée par le Français Louis Hurel et sa filiale de distribution et d’exploitation, France-Film, incorporée en 1932. Une autre entreprise, Les films des Éditions Édouard Garant est fondée en juillet 1931. Dirigée par Édouard Garant au départ, la direction est assurée à partir de 1934 par Joseph-Alexandre DeSève, le jeune comptable de l’entreprise. Les films des Éditions Édouard Garant devient Franco-Canada Films la même année. La fragilité du marché francophone force France-Film et Franco-Canada Films à fusionner sous le nom de France-Film le 1er octobre 1934.
Du côté de la production, les années 1930 voient l’essor du documentaire tourné en région. L’abbé Maurice Proulx, un prêtre, agronome et cinéaste parcourt le Québec pour réaliser des films pédagogiques. Son premier film, En pays neufs, devient le premier long-métrage documentaire sonore du Canada en 1937. D’autres membres du clergé et cinéastes seront actifs dans plusieurs régions du Québec comme le Saguenay–Lac-Saint-Jean, l’Abitibi-Témiscamingue, le Bas-Saint-Laurent, la Beauce, la Gaspésie et la Côte-Nord.
Recevant l’appui du clergé pour sa promotion du français, l’entreprise France-Film se dote d’un comité de pré-censure même si le Bureau de censure du Québec s’inspire déjà directement du très contraignant Code Hays depuis 1931. En 1940, les films francophones, très majoritairement distribués par France-Film, occupent 10 % des salles de la province.

## Repères historiques

### Naissance de la fiction québécoise (1939–1955)
Le 2 mai 1939, le gouvernement canadien dirigé par William Mackenzie King, créé le National Film Board (l'Office national du film, ONF), institution dont le mandat est de veiller à la production et la distribution de films destinés à aider les Canadiens à mieux comprendre leur vaste et diversifié pays. Cet événement, déterminant dans l’histoire du cinéma au Canada et au Québec, est suivi par la fondation, en juin 1941, du Service de ciné-photographie, par le gouvernement libéral d’Adélard Godbout. L’objectif de cet organisme – qui sera renommé l’Office du Film du Québec (OFQ) en 1961 – était de centraliser l’ensemble de la production étatique et d’agir comme guichet unique pour la circulation des œuvres auprès des différents ministères provinciaux. Relevant directement du premier ministre, le service de ciné-photographie fournit à ses utilisateurs des milliers de bobines éducatives conçues en grande partie à l’étranger, ainsi que celles tournées en sol québécois par de petites compagnies locales.
Au début des années quarante, les choses bougent en matière de fiction. Le clergé participe à fabrication du premier long-métrage de fiction parlant (À la croisée des chemins), tandis que plusieurs initiatives menées dans le privé naissent, fusionnent et se transforment au gré des événements, des projets et des opportunités d’affaires. Les artisans Canadiens français vont enfin pouvoir créer leurs propres histoires. Pour ce faire, ils pourront compter sur l’expertise de nombreux professionnels européens, venus s’installer au Québec pour fuir les horreurs de la guerre.
Cette industrie encore balbutiante est composée de petites compagnies indépendantes ne subsistant bien souvent que le temps d’un film, comme ce fut le cas de Carillon Pictures, qui sortit en 1952 Étienne Brûlé, gibier de potence, le premier long métrage en couleur tourné au Québec.
Sous l’impulsion d’entrepreneurs visionnaires, Renaissance Films et Québec Productions monopolisent la production de fiction; tandis que la compagnie France Film se charge de la diffusion dans son réseau de salles implanté sur tout le territoire.

#### Renaissance Films
Renaissance Films a choisi de se concentrer sur des sujets à valeur morale et religieuse. En avril de l’année 1945, la compagnie livre son premier long métrage, Le Père Chopin, du réalisateur d'origine russe Fedor Ozep. Ce film, sorte de fable opposant la pureté de l’amour et de l’esprit et la corruption engendrée par l’argent et l’égoïsme, rejoint un très large public. Les critiques, à de rares exceptions près, ne manquent pas d’éloges non plus. Il en sera de même pour Le gros Bill et Les lumières de ma ville, présentés en 1949 et 1950. Malgré l’espoir que ces succès sans précédent ont fait naître, Renaissance Films ne peut échapper à la faillite. Le fait est acté en 1951, après moult déboires financiers, querelles internes et mésaventures internationales, comme l'atteste la genèse difficile du mélodrame coproduit avec la France On ne triche pas avec la vie réalisée par René Delacroix et Paul Vandenberghe (aussi connu sous le titre Docteur Louise).

#### Québec Productions
Paul L’Anglais se lance dans l’aventure du cinéma avec Québec Productions, compagnie qu’il fondé avec René Germain en 1946. Leur premier essai est le fruit d'un processus de production encore inédit au Québec puisque le réalisateur Fedor Ozep tourne simultanément une version française (La Forteresse) et une en anglais (Whispering City). Dotées d'une intrigue similaire, chacune des versions a ses propres dialogues et des acteurs différents. Lors de la sortie en salle en mai 1947, les deux versions n’obtiennent le succès escompté, forçant Québec Productions à délaisser les projets aux visées internationales, pour se concentrer sur des histoires locales, souvent inspirées par des romans radiophoniques populaires.
Verront ainsi le jour trois œuvres emblématiques de leur époque: Un homme et son péché (1949), Le curé de village (1949) et Séraphin (1950). Paul Gury, breton immigré au Québec en 1907, se charge de la réalisation; les auteurs réputés Claude-Henri Grignon et Robert Choquette signent les scénarios. La coproduction L’inconnue de Montréal (Son copain) et la comédie dramatique Le rossignol et les cloches, distribués en 1950 et 1952, s’ajoutent au corpus de Québec Productions, qui connaît un départ très prometteur. Bien qu’ayant quitté la compagnie, Paul L’Anglais parvient à produire, avec l’aide financière de J.A. DeSève, l'adaptation cinématographique de la pièce éponyme Tit-Coq, coréalisée par Gratien Gélinas et René Delacroix. Les tribulations d'un conscrit (incarné par Gélinas) amoureux d’une fille de bonne famille obtiennent un grand succès dans les salles du Québec, mais aussi du Canada anglais, grâce à sa version sous-titrée. Le film récolte d’ailleurs le prix du meilleur film de l’année au Palmarès du film canadien (Canadian Film Awards) de 1953.

#### La petite Aurore, succès sans précédent
Le 12 février 1920, Aurore Gagnon, 10 ans, décède des suites des sévices corporels infligés par sa belle-mère, Marie-Anne Houde, et par son père, Télésphore Gagnon. La presse relaye abondamment les faits, les débats des deux procès et les condamnations des accusés. Léon Petitjean, Henri Rollin et Alfred Nohcor s'emparent de ce drame sensationnel pour en faire le sujet de la pièce Aurore, l'enfant martyre. En mars 1951, J. A. DeSève achète les droits d'adaptation. Avec l’Alliance cinématographique canadienne, sa toute nouvelle compagnie, il ne tarde pas à mettre en chantier le long métrage La petite Aurore l’enfant martyre. Après un processus éclair – moins de trois mois s’écoulent entre le tournage et la postproduction –, et après avoir remporté une délicate bataille juridique contre Télésphore Gagnon qui tentait d’interdire la projection, DeSève peut, le 26 avril 1952, sortir son film sur les écrans de la Province.
Le public réserve au mélo larmoyant réalisé par Jean-Yves Bigras un accueil chaleureux, faisant du film un succès sans précédent. La critique est toutefois plus mitigée, comme l'atteste le commentaire de René O. Boivin dans Radio Monde du 3 mai 1952 : « Partout il (le film) soulèvera la controverse quant à son sujet. Les uns le donneront comme exemple du plus entier mauvais goût. Les autres y trouveront une source d’émotion intarissable... », tandis que Roland Côté dans Le Canada du 28 avril note que « du côté technique, on dira que c’est un progrès sur les films précédents pour ne pas faire de tort à cette industrie naissante ».

#### Essoufflement (1954)
En l'espace de quelques années, 19 longs métrages de fiction ont été tournés au Québec. Par leur entremise, le public, jusque-là abreuvé de récits venus de l’étranger n'ayant que peu de points communs avec ses préoccupations, a développé un engouement certain pour des productions proches de leurs préoccupations, campées dans des univers géographiques et narratifs familiers, et portées par des acteurs appréciés s’adressant à eux dans une « parlure » reconnaissable.
Toutefois, plusieurs freins viennent mettre un terme à la production privée locale. En premier lieu, des scénarios de plus en plus déconnectés du temps présent. À l’instar du larmoyant Cœur de maman, réalisé en 1953 par René Delacroix, les entreprises du secteur privé, qui peinaient jusque-là à trouver une forme de stabilité, n’ont pas réussi à adapter leurs récits aux changements qui s’opèrent dans la Province, dont la transition vers une société moderne et urbanisée est bien enclenchée.
En outre, les qualités techniques et artistiques très perfectibles des productions locales trouvent de moins en moins de défenseurs, comme l'attestent les réactions très négatives entourant la sortie de L'esprit du mal de Jean-Yves Bigras, distribué par France Film en février 1954. Cette adaptation d'une pièce de boulevard d'Henri Deyglun fut le dernier long métrage commercial de cette période.
La chute des entrées en salle causée par la concurrence du petit écran, des scénarios peu appréciés par les critiques, et le manque de structures de financement stables n'arrangent pas les choses.

### Essor du cinéma québécois (1956–1968)
L’installation des bureaux et laboratoires de l'Office national du film (ONF) à Ville Saint-Laurent en 1956 va  jouer un rôle majeur dans l'histoire du cinéma québécois. La nomination de Guy Roberge au poste de commissaire, en avril 1957, accélère la création d'une équipe francophone au sein de l’institution fédérale, jusque-là très majoritairement anglophone. Plusieurs cinéastes et techniciens qui ne tarderont pas à se distinguer y prennent part, tels que Michel Brault, Gilles Carle, Gilles Groulx, Claude Jutra, Louis Portugais et plusieurs autres. Cette novelle structure, appelée programme français, permettant aux francophones de l'ONF de gérer leurs propres productions et leurs propres budgets sera officialisée en 1964. Pierre Juneau en est le premier directeur.
Avec la mort de Maurice Duplessis (1959) et l'arrivée du parti libéral, la Révolution tranquille commence. Elle aura un impact majeur sur le cinéma québécois, qui, à sa façon, sera à la fois témoin et acteur dans ce grand changement de société et dans l'affirmation d'une conscience nationale québécoise.

#### Importance de la télévision
Une autre donnée qui favorisa l'expansion du cinéma québécois vient de la télévision. Née en 1952, Radio-Canada a pourtant joué un rôle ambivalent. D'une part, elle a été une concurrente de taille pour les salles de cinéma, mais en contrepartie, et de l'autre, elle a donné naissance à la création d'émissions originales faisant appel à la créativité des réalisateurs, scénaristes et techniciens francophones, ravis de pouvoir enfin représenter les valeurs et la vie du peuple québécois.

#### Panoramique
En 1958, la série Panoramique, produite par l’ONF, constitue une étape importante dans le renouveau de la production francophone de fiction. Ce projet d’envergure doté d’un budget important se compose de 26 courts métrages sociohistoriques, regroupés en six chapitres: Les brûlés de Bernard Devlin aborde la colonisation de l'Abitibi, Il était une guerre de Louis Portugais illustre la Deuxième guerre mondiale du point de vue des Québécois. Le maître du Pérou de Fernand Dansereau évoque l’évolution des méthodes de travail dans les campagnes, Les mains nettes de Claude Jutra traite de la vie de bureau chamboulée par l’arrivée des machines, Les 90 jours de Louis Portugais revient sur la grève et le syndicalisme. Pour sa part, Pays neuf de Fernand Dansereau présente des Québécois désireux de prendre les rênes de l’économie provinciale.

#### Naissance du cinéma direct
1958, c’est aussi l’année au cours de laquelle Michel Brault et Gilles Groulx tournent le court métrage Les Raquetteurs, considéré comme le précurseur du cinéma direct, un genre cinématographique novateur, qui ne tarde pas à se faire remarquer sur la scène internationale et qui aura par la suite une influence déterminante sur la fiction, tant sur le plan technique que narratif.

#### Influence du cinéma d'auteur international
En 1960, se tient le tout premier Festival international du film de Montréal, permettant aux auteurs québécois d’avoir accès à des productions étrangères de qualité, différentes et inspirantes. La tenue de cet événement d’envergure, conjuguée à l’influence du cinéma direct, ne tarde pas à se faire sentir. Ainsi, l'année suivante, Stéphane Venne, Denis Héroux et Denys Arcand réalisent Seul ou avec d’autres, avec l’aide de Michel Brault à la caméra, Marcel Carrière au son et Gilles Groulx au montage. Sélectionné à la Semaine de la critique à Cannes en 1963, ce film aura des répercussions sur plusieurs auteurs québécois, dont Denis Héroux, qui reprendra un thème, des décors et un cadre moral similaire dans L'initiation.

#### À tout prendre, débuts du cinéma d'auteur

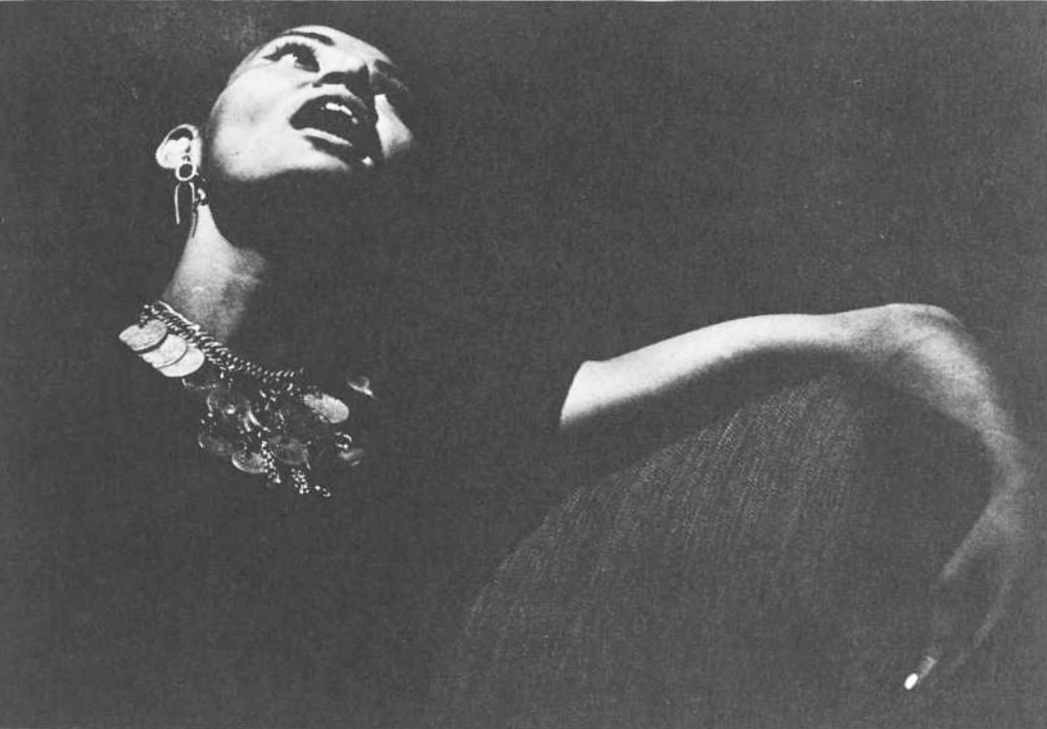
Johanne Harrelle dans À tout prendre de Claude Jutra (1963).

C’est sous l’influence de la Nouvelle Vague française que Claude Jutra tourne, en 1963, À tout prendre, son premier long métrage produit pour le cinéma. Novateur dans sa façon d'incorporer des éléments du cinéma direct ; dérangeant par ses thèmes – on y aborde, entre autres, l’homosexualité et les amours interraciales –, ce film dans lequel Jutra se met en scène aux côtés de Johanne Harrelle est souvent considéré comme l’un des plus importants jalons de l’histoire du cinéma d'auteur québécois. Quoique la réception critique ait été plutôt mitigée, le film reçut le Grand Prix du jury au Festival du cinéma canadien, le prix du meilleur long métrage de fiction au Palmarès du film canadien ainsi que deux prix à Knokke le Zoute, en Belgique.
Dans les mois qui suivent, plusieurs auteurs québécois livrent à leur tour des œuvres de fiction basées sur les techniques empruntées au cinéma direct. Parmi les plus connues, citons Jusqu’au cou de Denis Héroux (production de l'Association générale des étudiants de l'Université de Montréal, 1963),  Le chat dans le sac de Gilles Groulx (ONF, 1964), Le révolutionnaire de Jean Pierre Lefebvre (autoproduction artisanale, 1965), La vie heureuse de Léopold Z, premier long métrage de Gilles Carle (ONF, 1965) ou encore Entre la mer et l’eau douce de Michel Brault (Coopératio, 1967).

#### Soubresauts de la production indépendante
Après l'échec de L'esprit du mal en 1954, la production québécoise commerciale et privée s'est arrêtée. Une dizaine d'années plus tard, quelques entreprises indépendantes, dont plusieurs sont fondées par des réalisateurs, essayent de faire surface. De toutes ces tentatives, souvent limitées à une seule production, seules Onyx Films, fondée en 1962 par Pierre Lamy et son frère André Lamy et Coopératio, coopérative fondée par Roger Blais, Jean-Claude Lord et Pierre Patry parviennent à inscrire leurs noms dans l'histoire du cinéma québécois de fiction.
En 1966, la première produit Le Viol d'une jeune fille douce de Gilles Carle avant de fusionner avec Les Films Claude Fournier l'année suivante. La seconde donne naissance à quelques drames, dont trois réalisés par Pierre Patry :Trouble-fête La corde au cou et Caïn. Coopératio cesse ses activités par faute de rentabilité. Contrôlant la chaîne totale de ses productions, Jean Pierre Lefebvre tourne plusieurs longs métrages dotés de budgets modestes, tels Le révolutionnaire, Patricia et Jean-Baptiste, et Il ne faut pas mourir pour ça.

#### Naissance de la SDICC
En mars 1967, le gouvernement fédéral crée la Société de développement de l'industrie cinématographique canadienne (SDICC, premier nom de Téléfilm Canada) dont le mandat est d’encourager l'émergence et la croissance d'une industrie du long métrage au Canada. L'arrivée de ce partenaire financier stable, doté d'un capital de départ de 10 millions de dollars, contribue à l'industrialisation du cinéma, en favorisant l'émergence de productions à vocation commerciale, tant au Québec qu'au Canada.

#### Valérie
Le 2 mai 1969, a lieu le lancement de Valérie, deuxième long métrage de Denis Héroux produit par la compagnie Cinépix. Mettant en vedette Danielle Ouimet dans la peau d’une orpheline de 20 ans trouvant l’amour dans les bras d’un artiste-peintre incarné par Guy Godin, cette bluette sentimentale qui entend "déshabiller la petite québécoise" obtient un immense succès en salles. Considéré comme le véritable coup d’envoi de la production québécoise, Valérie laisse entrevoir de beaux jours, propices à une industrie commerciale économiquement viable.

### Années folles (1970–1976)

#### Cinéma commercial

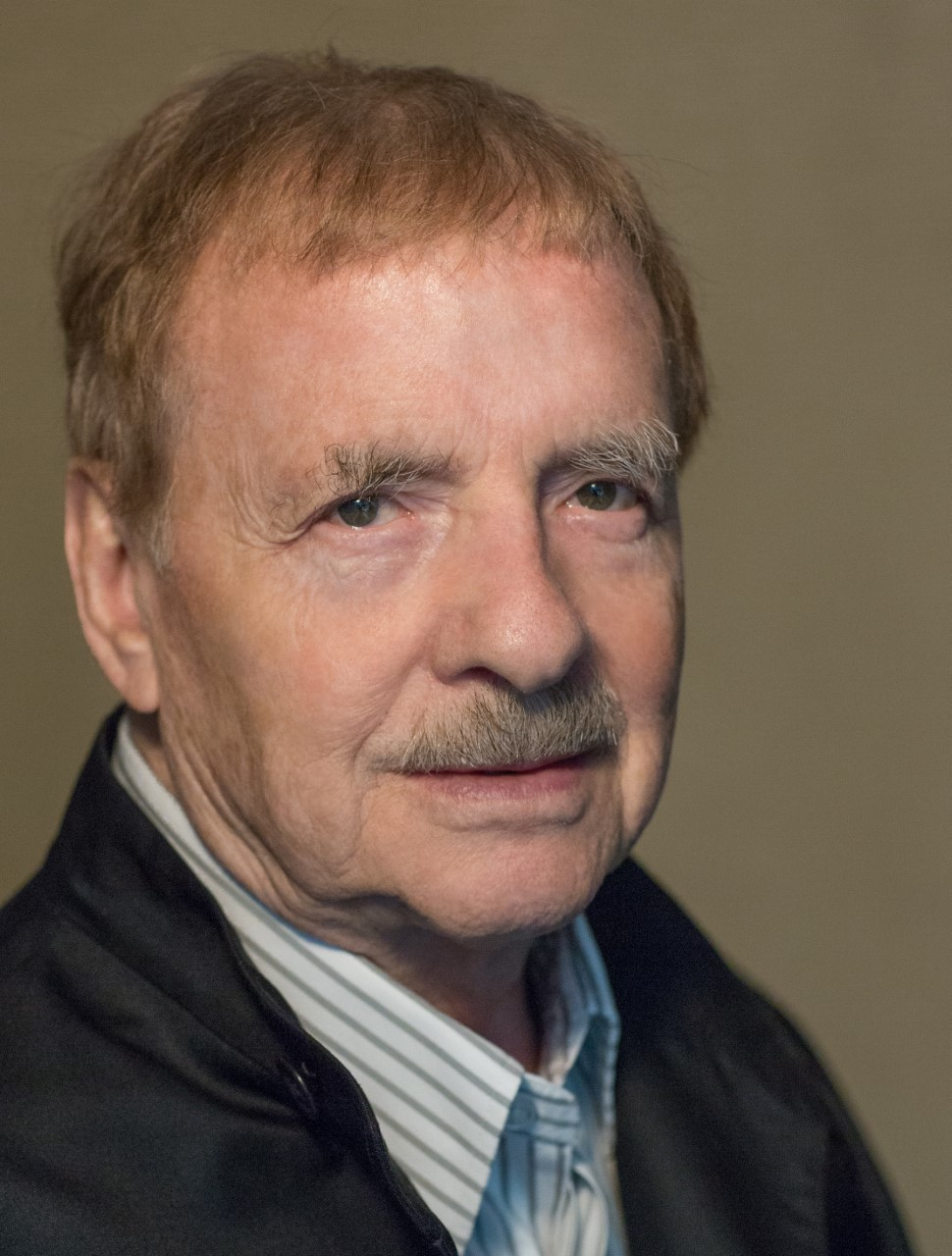
Claude Fournier, auteur et cinéaste, en 2015.

La création de la SDICC a pour conséquence directe de décupler les projets. Un courant de comédies grivoises au goût discutable voit le jour dans la foulée du succès sans précédent obtenu par Valérie. Avec L'initiation, Denis Héroux signe un autre immense succès, qu'il n'arrive toutefois pas à réitérer avec L'amour humain ou 7 fois par jour. Claude Fournier accède lui aussi à la renommée avec Deux femmes en or qui attire près du tiers des Québécois à sa sortie en salle en 1970.
Il tentera, en vain, de retrouver le succès avec Les chats bottés et La pomme, la queue et les pépins, Gilles Carle (Les mâles), Raymond Garceau (Le grand Rock) ou Roger Cardinal (Après-ski...) font également partie des quelques cinéastes qui ont su profiter des largesses de l'institution fédérale, moins concernée par la valeur des œuvres que par leur quantité. Ce ne sera pas sans créer un préjugé défavorable envers le cinéma québécois dans l'esprit d'une partie du public, déçu par la piètre qualité de ces productions.
Malgré cela, au courant des années 1970, le cinéma commercial québécois est de plus en plus présent sur les écrans québécois. Les genres explorés sont divers. Aux côtés de la comédie familiale (J'ai mon voyage! et Tiens-toi bien après les oreilles à papa de Denis Héroux, 1973), on retrouve la parodie (IXE-13 de Jacques Godbout), le mélodrame à vocation sociale (Les colombes et Bingo de Jean-Claude Lord), le film policier (La maudite galette de Denys Arcand, Red de Gilles Carle, La gammick de Jacques Godbout), le western (Alien Thunder de Claude Fournier, Gina de Denys Arcand), le film d'horreur (les premières œuvres de David Cronenberg), ou le suspense sociopolitique (Panique, de Jean-Claude Lord).

#### Cinéma d'auteur
Le cinéma d'auteur, en revanche, obtient des critiques plus élogieuses. Au cours de cette période, de nouveaux cinéastes font leur apparition et apportent avec eux un souffle de renouveau. Parmi ceux-ci, soulignons l'apport de Jean Beaudin (J.-A. Martin, photographe), d'André Forcier (Le Retour de l'Immaculée conception, Bar Salon, L'eau chaude, l'eau frette), Jacques Leduc (On est loin du soleil, Tendresse ordinaire) ou encore Francis Mankiewicz (Le temps d'une chasse).
La vraie nature de Bernadette de Gilles Carle, Ti-Cul Tougas de Jean-Guy Noël (prix de la critique en 1976) et Les smattes de Jean-Claude Labrecque, Mon enfance à Montréal de Jean Chabot, Montréal Blues de Pascal Gélinas, Question de vie d'André Théberge, ou Il était une fois dans l’Est.d'André Brassard se démarquent également auprès des critiques.
En 1971, Claude Jutra réalise la comédie dramatique Mon oncle Antoine. Tourné dans la région de Thetford Mines, le film relate les tribulations d'un adolescent s'éveillant au monde des adultes au contact de son oncle, propriétaire du magasin général local. Distribué à l'automne 1971 après avoir remporté huit récompenses au Palmarès du film canadien, le film n'obtient qu'un succès modeste dans les salles, mais fracasse des records deux ans plus tard lors de son passage à la télévision dans une version écourtée par le réalisateur. Cette même année 1973, Jutra essuie en revanche un revers commercial avec Kamouraska , adaptation du roman d'Anne Hébert ayant bénéficié d'un budget imposant, en partie fourni par les coproducteurs français.
Toujours en marge du système, Jean Pierre Lefebvre continue de tourner ses œuvres à petits budgets par le biais de sa compagnie Cinak, tels que Les maudits sauvages, Les dernières fiançailles (son film le plus populaire jusqu'alors) ou L'amour blessé, sorti en 1975.

#### La Crise d'octobre

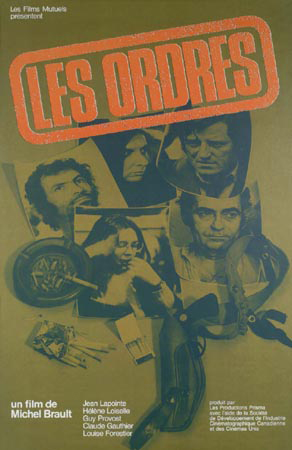
Affiche du film Les Ordres de Michel Brault (1974).

Les évènements d’Octobre 1970 marquent profondément les esprits et, par ricochet, une grande partie de la communauté cinématographique québécoise. Cette crise politique inspirera les auteurs de plusieurs longs métrages de fiction québécois, dont le plus emblématique est Les ordres, dans lequel Michel Brault évoque l'arrestation brutale puis l'emprisonnement de cinq personnes à la suite de l'instauration de la loi sur les mesures de guerre. Situé au carrefour du documentaire et de la fiction, le film reçoit le Prix de la mise en scène au Festival de Cannes en 1975, et quatre prix à la 26e cérémonie des Palmarès du film canadien.
Parmi les nombreuses œuvres québécoises faisant directement référence à ces événements, citons Bingo de Jean-Claude Lord, Les années de rêve de Jean-Claude Labrecque ou encore Octobre de Pierre Falardeau, illustrant l’enlèvement puis l’assassinat de Pierre Laporte par des membres de la cellule Chénier du FLQ.
Plusieurs décennies plus tard, les événements d'Octobre 1970 sont encore bien présents dans le cinéma québécois. Ainsi, Alain Chartrand a relaté dans La maison du pêcheur (2013) la création en 1969 par Paul Rose, son frère Jacques et Francis Simard de la maison du pêcheur, un lieu d'échange destiné à promouvoir l’indépendance du Québec. Avec Corbo (2015) Mathieu Denis s'est quant à lui penché sur le destin tragique du felquiste Jean Corbo, mort à l’âge de 16 ans.

#### Arrivée du Québec à Cannes
Au cours des années 1970, le cinéma québécois commence à se faire connaître sur la scène internationale, notamment grâce au Festival de Cannes. Il faut attendre 1963, avec la sélection de Seul ou avec d’autres, pour voir un long métrage de fiction québécois présenté en sélection officielle, lors de la Semaine de la critique.
Les œuvres de la « jeune cinématographie » canadienne et québécoise ne tardent pas à s'attirer les faveurs de la critique française. Plusieurs d'entre elles participent à des événements d’envergure, dont la semaine du jeune cinéma canadien qui se tient à Berlin en 1968, Patricia et Jean-Baptiste de Jean Pierre Lefebvre à droit à une diffusion à la télévision française en janvier 1968, tandis que certains films parviennent à trouver le chemin des salles commerciales françaises.
En 1972, après en avoir présenté plusieurs au cours de leurs trois éditions précédentes, le Festival de Cannes accueille pour la première fois un film québécois au sein de la compétition officielle (La vraie nature de Bernadette de Gilles Carle). Ce sera le cas jusqu’en 1975, année où Les ordres de Michel Brault remporte le prix de la mise en scène. Deux ans plus tard, Monique Mercure remporte la Palme d’Or de la meilleure interprétation féminine pour J.A. Martin, photographe. Le film de Jean Beaudin remporte également le Prix du jury œcuménique.
À la fin de la décennie 1970-1979, malgré la présence de plusieurs films d’ici dans quelques festivals français, l’engouement des critiques et des programmateurs pour le cinéma québécois s'estompe. L’apogée de cette période faste dans l’Hexagone a lieu lors des Journées cinématographiques de Poitiers de 1979 avec la présentation de plus de quarante longs métrages, dont une trentaine d’inédits.

#### Fiction au féminin
Même si les femmes sont présentes dans l’industrie et que certaines d’entre elles ont déjà signé des documentaires dans les années 1950 et 1960 (dont Dorothée Brisson et Monique Fortier) ou ont joué un rôle prépondérant, quoique méconnu, dans la carrière de leur compagnon, l'histoire du cinéma québécois s'est, jusqu’à présent, essentiellement écrite au masculin. L’une des caractéristiques notables de cette décennie est l’arrivée des femmes à la réalisation de longs métrages de fiction.
En 1968, Anne Claire Poirier réalise De mère en fille à l'Office national du film du Canada, où elle est entrée huit ans auparavant. Tout premier long métrage tourné par une femme au Québec De mère en fille obtient un très important succès lors de sa diffusion sur Radio-Canada. Quatre ans après ce regard inédit sur les peurs et les angoisses d'une future mère, Mireille Dansereau s'inscrit à son tour dans les annales en réalisant La vie rêvée, premier long métrage de fiction québécois tourné par une femme tourné par une femme dans l’industrie privée. Des prix à Toronto et à San Francisco saluent les qualités de cette fable féministe montrant deux femmes tentant de se libérer des hommes.
Ces deux pionnières seront suivies dans les années suivantes par plusieurs autres collègues, essentiellement actives en documentaire. Il faut attendre 1979 pour que Mireille Dansereau réalise L’arrache-cœur, sa deuxième fiction qui permit à la comédienne Louise Marleau de remporter le prix d’interprétation au Festival des films du monde de Montréal. La même année, Paule Baillargeon et Frédérique Collin signent conjointement La cuisine rouge, essai satirique illustrant la rébellion de femmes, qui, lors d’une soirée de fête, refusent d'être les cuisinières ou les servantes de leurs maris. D’autres réalisatrices, telles que Micheline Lanctôt, Marquise Lepage ou Léa Pool les rejoindront au cours des années suivantes.

#### Naissance de la SODEC
En juin 1975, après avoir fait pression sur le gouvernement du Québec, les membres de l'industrie obtiennent la ratification de la toute première loi provinciale encadrant le cinéma. Dans le cadre de la loi, l'Institut Québécois du Cinéma (IQC) voit le jour. Cet organisme de financement de la culture, qui, bien qu’ayant un mandat assez large, a des objectifs et des modes de fonctionnement similaires à ceux de la SDICC, son pendant fédéral. L'IQC prend ses fonctions deux ans plus tard.
L’institution sera remaniée et changera de nom à plusieurs reprises, jusqu’à devenir, en 1995, l’actuelle Société de développement des entreprises culturelle.

### Creux de la vague (1977–1986)
La victoire du « non » au référendum de mai 1980 est durement ressentie par une part importante de la communauté artistique, cinéastes inclus. Depuis plusieurs années, les cinéastes se focalisaient sur l’indépendance du Québec et avaient vu leurs espoirs se concrétiser avec l’élection, en 1976, du gouvernement péquiste de René Lévesque. La désillusion collective qui survient après l’annonce des résultats est palpable dans Le confort et l’indifférence (Denys Arcand, 1981) qui se voit aujourd’hui comme une réflexion profonde sur le référendum et ses impacts.
Cet événement arrive alors que la production québécoise est entrée depuis quelques années dans une période troublée. L’arrivée de la télévision payante et la généralisation du cinéma-maison n’arrangent pas les choses. Les ventes de billets de cinéma représentaient environ 20 millions d’unités depuis les années 1970, elles ne sont plus que de 14 millions en 1984

#### Coproductions internationales
Dans un contexte morose, la SDICC, qui deviendra Téléfilm Canada en février 1984, réorganise l’attribution de ses fonds en se tournant davantage vers les films commerciaux prestigieux au détriment des œuvres d’auteur à budget plus restreint. C’est ainsi que voient le jour des superproductions internationales auxquelles participent des coproducteurs québécois. Dans cette catégorie figurent, entre autres, Atlantic City de Louis Malle, 1980, La guerre du feu de Jean-Jacques Annaud, 1981, ou Louisiane de Philippe de Broca, 1984. Toutefois, ces films n’apportent que très peu de bénéfices à l’industrie locale, la participation québécoise étant nettement minoritaire.

#### Films et miniséries
Les longs métrages de cinéma développés conjointement avec des miniséries de télévision – devenue un partenaire incontournable pour le cinéma – s’inscrivent également dans cette mouvance commerciale. En quelques années, le public pourra ainsi voir, sur le grand et sur le petit écran, les déclinaisons de Bonheur d'occasion (Claude Fournier, 1983); Les Plouffe (Gilles Carle, 1981) et Le Crime d'Ovide Plouffe (Denys Arcand, 1984), Maria Chapdelaine (Gilles Carle, 1983), ou encore Le Matou (Jean Beaudin, 1984). Toutefois, ces productions coûteuses participent à l’accroissement rapide des budgets, et, de ce fait, font appel à des subventions fédérales et provinciales de plus en plus élevées.

#### De nouveaux venus
Le cinéma d’auteur québécois de cette période se caractérise par quelques essais probants de cinéastes comptant déjà plusieurs œuvres à leur actif (André Forcier avec L'Eau chaude, l'eau frette, 1976, Jean-Claude Labrecque avec L'Affaire Coffin, 1979, Francis Mankiewicz avec Les Bons Débarras, 1980, Jean Pierre Lefebvre avec Les fleurs sauvages, 1981). On assiste également à l'émergence d’une nouvelle génération de cinéastes, dont font partie, entre autres, Jean Beaudry et François Bouvier (Jacques et Novembre, 1984), Pierre Falardeau (les courts métrages Elvis Gratton, 1981-1985), Jean-Claude Lauzon (Un zoo la nuit, 1987), Yves Simoneau (Les Yeux rouges, 1981, Pouvoir intime, 1986) ou encore Paul Tana (Les grands enfants, 1980; Caffé Italia Montréal, 1985).
Pour leur part, les femmes cinéastes continuent d’illustrer les dilemmes de femmes en quête d’émancipation mais freinées dans leur élan par divers écueils, et  remettent souvent en question la cellule familiale traditionnelle. Les thèmes qui les touchent de près sont mis de l'avant, tels les rapports qu'elles entretiennent avec le couple et la famille, la sexualité ou le travail. Durant cette période, de nouvelles réalisatrices font leur apparition, à l’instar de Paule Baillargeon avec La cuisine rouge (coréalisation, 1979) et Sonia (1985); Denyse Benoît avec La belle apparence (1980); Louise Carré avec Ça peut pas être l’hiver, on n’a même pas eu d’été (1980) et Qui a tiré sur nos histoires d’amour? (1986). Après  L’homme à tout faire (1980), Micheline Lanctôt remporte le Lion d’argent au festival de Venise avec Sonatine (1984), tandis que Marquise Lepage réalise Marie s'en va-t-en ville (1987). Léa Pool (Strass Café, 1980 ; La femme de l’hôtel, 1984 et Anne Trister, 1986) ou encore Brigitte Sauriol (L’absence, 1976 et Rien qu’un jeu, 1983) font aussi partie de cette génération.    

#### Début desContes pour tous(1984)
Au courant des années 1970, quelques films pour les enfants et les jeunes voient le jour (Le martien de Noël, 1971, La poursuite mystérieuse, 1975, Comme les six doigts de la main, 1978). Fort de son expérience en tant que coproducteur du Martien de Noël, Rock Demers fonde, en 1980, Les productions La Fête, société de production à l’origine des Contes pour tous, populaire série de films pour la jeunesse. Le premier à voir le jour est La guerre des tuques, fable hivernale antimilitariste réalisée par André Melançon qui obtint un grand succès à sa sortie en 1984.
Suivront, Opération beurre de pinottes (1985), Bach et Bottine (1986), ou La Grenouille et la Baleine (1988). Au fil des ans, la série, qui totalise 25 films en 2023, s’est fait connaître au-delà des frontières du Québec en remportant de nombreux prix en festivals et en bénéficiant de sorties en salle dans bon nombre de territoires. Une reconnaissance internationale qui a permis à Les productions La Fête de collaborer étroitement avec des entreprises européennes ou sud-américaines pour produire certains films de la série, tels Bye Bye Chaperon rouge, 1989 ; Fierro, l'été des secrets, 1989 ; La championne, 1991, entre autres.

#### Le Déclin de l'empire américain(1986)
Le Déclin de l'empire américain de Denys Arcand est présenté en première mondiale le 9 mai 1986,  à Cannes, en ouverture de la Quinzaine des cinéastes. 1 800 spectateurs assistent à la projection. Quelques jours plus tard, le film remporte le prix de la Fédération internationale des critiques de cinéma (FIPRESCI).
L’attrait de cette comédie virulente centrée sur un groupe d’intellectuels désabusés obnubilés par le sexe se fait sentir dans de nombreux pays, où le producteur René Malo a négocié des droits de distribution. En France, le film attire plus de 1 200 000 spectateurs, ce qui en fait l'un des films québécois ayant obtenu le plus de succès dans les salles françaises. L’année suivante, Le déclin de l'empire américain remporte 9 prix Genie et obtient une nomination à l’Oscar du meilleur film étranger.

### Nouvelle vitalité (1987–1996)
Après l’effet de vague provoqué par les superproductions internationales – qui s’étaient accaparé une bonne part des financements disponibles –, et à la suite du succès sans précédent du Déclin de l’empire américain, le cinéma québécois retrouve une certaine vitalité, caractérisée par une importante cohorte de nouveaux auteurs.
Du côté des femmes, le programme de l’ONF « Regard de femmes » voit le jour en 1986. Dans la foulée, on assiste à l'arrivée de plusieurs jeunes réalisatrices dans le domaine du long métrage de fiction. Dans Marie s’en va-t-en ville (1987), Marquise Lepage signe une touchante histoire entre une jeune fugueuse et la prostituée qui l’a recueillie. Après avoir travaillé comme habilleuse, costumière puis scripte, Johanne Prégent signe coup sur coup le docufiction réaliste La peau et les os, portant sur l’anorexie et le téléfilm Blanche est la nuit, dans lequel une femme dépressive, incarnée par Léa-Marie Cantin, fait une rencontre inattendue, qui s’avère déterminante. Les deux femmes se retrouvent en 1993 pour Les amoureuses, drame sensible sur la vie sentimentale de deux trentenaires, mettant également en vedette Louise Portal, l’un de ses premiers rôles marquants au grand écran.
Ces nouvelles venues et quelques autres (Isabelle Hayeur, Carole Laganière) rejoignent ainsi leurs consœurs plus expérimentées, telles Paule Baillargeon (Solo, 1991, Le sexe des étoiles, 1993), Mireille Dansereau (Le Sourd dans la ville, 1987), Micheline Lanctôt (Deux actrices, 1993) ou encore Léa Pool (Anne Trister, 1986, La Demoiselle sauvage, 1991, un épisode de Montréal vu par…, 1991, et Mouvements du désir, 1993).
En ce qui concerne les hommes, on assiste à l’arrivée de Jean Beaudry, coréalisateur avec François Bouvier de Les matins infidèles (1989) et de deux comédies pour les jeunes publics (Pas de répit pour Mélanie, 1990 et Tirelire, combines & Cie, 1992). Simon les nuages (1990), de Roger Cantin s’inscrit également dans cette catégorie, née dans la foulée des très populaires Contes pour tous.
Robert Favreau (Portion d’éternité, 1989 et Nelligan, 1991), François Girard (Cargo, 1990, 32 films brefs sur Glenn Gould, 1993), François Labonté (Gaspard et fil$, 1990, Manuel, le fils emprunté, 1991), Michel Langlois (Cap Tourmente, 1993), Hubert-Yves Rose (La ligne de chaleur, 1987) ou encore André Turpin (Zigrail, 1995 ; un segment de Cosmos, 1996) font partie de cette tendance au rajeunissement du cinéma québécois.

#### Jean-Claude Lauzon
Après avoir réalisé un court métrage remarqué, Jean-Claude Lauzon fait son entrée dans le domaine du long métrage avec Un zoo la nuit (1987), polar sentimental novateur encensé par la critique, honoré au Festival des films du monde de Montréal et au Toronto International Film Festival. L’année suivante, le film remporte 13 prix Génie, ce qui en fait encore aujourd’hui le film québécois francophone le plus récompensé par les membres de l’Académie canadienne du cinéma et de la télévision. En 1992, Lauzon retrouve le succès international avec Léolo, drame surréaliste au ton très personnel qui fit ses débuts au sein de la compétition officielle du Festival de Cannes. Disparu tragiquement en août 1997 dans un accident d’avion, Jean-Claude Lauzon a laissé avec ces deux films une empreinte indélébile sur le cinéma québécois des années 1990, qui aura par la suite des répercussions sur l'esthétique de plusieurs jeunes cinéastes, dont Manon Briand, Denis Villeneuve ou André Turpin.
Au cours de cette décennie également marquée par la disparition tout aussi tragique de Claude Jutra, en novembre 1986, plusieurs grands noms du cinéma québécois poursuivent leur carrière. Denys Arcand continue sur sa lancée avec Jésus de Montréal (1989), qui fut nommé à l’Oscar du meilleur film étranger. De son côté, Michel Brault remporte un vif succès avec son téléfilm Les noces de papier (1989), tandis que Pierre Falardeau, à la suite du succès inattendu remporté par son Elvis Gratton, le King des Kings (1985), parvientà faire produire deux de ses œuvres phares au sein de l’ACPAV : le drame carcéral Le Party (1990) et le récit historique Octobre (1994).
Le prolifique André Forcier (Kalamazoo, 1988, Une histoire inventée, 1990 et Le Vent du Wyoming, 1994), Jacques Leduc (Trois pommes à côté du sommeil, 1988) et Jean-Pierre Lefebvre (la chronique familiale Le Fabuleux voyage de l'ange, 1991) continuent eux-aussi à tourner. Tout comme Gilles Carle (La guêpe, 1986, La postière, 1992 et Pudding chômeur, son dernier long métrage de fiction, 1996), Arthur Lamothe (Equinoxe, 1986) et Claude Fournier (Les Tisserands du pouvoir, 1988) parviennent eux aussi à inscrire leur nom dans un corpus fourni et de plus en plus éclectique.

#### Cinéma de genre
Le cinéma de genre est présent dans le corpus québécois depuis plusieurs décennies. Hormis Jean-Claude Lord, Denys Arcand et quelques autres, ce sont les cinéastes anglophones qui ont occupé les devants de la scène, à l’instar des premiers films de David Cronenberg, des productions de John Dunning et André Link ou de celles de Robert Lantos.
Au milieu des années 1980, le cinéma de genre trouve un regain d’intérêt auprès de jeunes cinéastes francophones. Les suspenses psychologiques et les films policiers sont les plus souvent abordés avec des titres comme Dans le ventre du dragon et Pouvoir intime (Yves Simoneau, 1986 et 1989), L’assassin jouait du trombone (Roger Cantin, 1991), Rafales (André Melançon, 1990), Requiem pour un beau sans-cœur (Robert Morin, 1992) ou encore Liste noire (Jean-Marc Vallée, 1995), Caboose (Richard Roy, 1996).
Les vampires (Karmina, Gabriel Pelletier, 1996), les pirates (Matusalem et Matusalem II, Roger Cantin, 1993 et 1997) et les scientifiques peu scrupuleux (Portion d’éternité, Robert Favreau, 1989) sont également au cœur de productions commerciales ayant connu un certain succès.
La comédie reste toutefois en bonne place dans le box-office québécois, comme l'attestent les importants succès populaires recueillis par Cruising Bar (Robert Ménard, 1989), Ding et Dong, le film (Alain Chartrand, 1990), La Florida (Georges Mihalka, 1993), Louis 19 le roi des ondes (Michel Poulette, 1994).

### Grands succès locaux et internationaux (1997–2007)
À l’instar des périodes précédentes, la fin des années 1990 est marquée par l’arrivée d’une nouvelle génération de cinéastes, issus d’horizons variés, allant du court métrage à la publicité, en passant par le documentaire ou la télévision.
Après avoir remporté le prix du meilleur court métrage lors de la 2e soirée des Prix Jutra avec Atomic Saké, Louise Archambault signe Familia, son premier long métrage en forme de chronique familiale, récipiendaire du prix du meilleur premier film au Festival international du film de Toronto en 2005.
En 1999, après des études en communication à l’UQAM, Louis Bélanger fait une entrée remarquée dans le monde du long métrage avec Post Mortem, récipiendaire de plusieurs prix, dont le Jutra du meilleur film. Quatre ans plus tard, le cinéaste récolte à nouveau les éloges avec Gaz Bar Blues, chronique familiale primée au Festival des films du monde et portée par son acteur principal Serge Thériault, lauréat du Jutra du meilleur acteur.
Venue du court métrage, Sophie Deraspe termine en 2006 Rechercher Victor Pellerin, œuvre indépendante campée dans le milieu artistique québécois et dans laquelle tous les personnages jouent leur propre  rôle. Le ton original du film, au carrefour du documentaire et de la fiction, est récompensé au Festival du nouveau cinéma.
Ethnologue de formation reconnu pour ses documentaires, Bernard Émond aborde la fiction avec des œuvres à portée sociale (La femme qui boit, 2001 ; 20h17 rue Darling, 2003) ou à teneur philosophique (La neuvaine, 2005 ; Contre toute espérance, 2007 ; La donation, 2009).
Vainqueur de l'édition 1992-1993 de La Course destination monde, Philippe Falardeau signe, en 2000, La moitié gauche du frigo, chronique sociale teintée d’humour dans laquelle un documentariste se lance dans la réalisation d’un film sur la recherche d’emploi de son colocataire. Le thème de la paternité est au cœur de Congorama, son deuxième long métrage coproduit avec la Belgique, qui se méritera cinq prix Jutra en 2007, ainsi que le prix Génie du Meilleur scénario.
Bien qu’active dans le milieu du cinéma québécois depuis près de vingt ans, en tant que monteuse, scénariste et réalisatrice de courts, Catherine Martin se lance dans le format long en 2000 avec Mariages. Ce drame historique relatant l’éveil d’une adolescente séduit la critique québécoise qui le consacre en 2002 comme le meilleur film de l’année écoulée. Après avoir réalisé deux films documentaires, Catherine Martin retourne à la fiction en 2006 avec Dans les villes, chronique urbaine centrée sur les destins entrecroisés de quatre personnages solitaires.
Manon Briand (Deux secondes, 1998) ; La turbulence des fluides, 2002), Guylaine Dionne (Les Fantômes des trois Madeleine, 2000), François Delisle (Le bonheur c’est une chanson triste, 2004), Francis Leclerc (Une jeune fille à la fenêtre, 2002 ; Mémoires affectives, 2004) ou encore Sébastien Rose (Comment ma mère accoucha de moi durant sa ménopause, 2003 ; La vie avec mon père, 2005) font aussi partie des auteurs apparus au cours de cette décennie.
En ce qui concerne les œuvres destinées à un plus large public, la diversité prône aussi. Tandis que Jean‑Philippe Duval (Matroni et moi, 1999) et Ricardo Trogi (Québec Montréal, 2002 ; Horloge biologique, 2005) se tournent vers la comédie et que d’autres optent pour le drame (L’audition, Luc Picard, 2005), plusieurs nouveaux venus choisissent d’explorer diverses facettes du cinéma de genre. C’est le cas du drame d’horreur Saints‑Martyrs‑des‑Damnés, premier long métrage de l’acteur Robin Aubert (2005), du suspense policier La loi du cochon, d’Érik Canuel (2001) ou de la fable fantastique Le marais, de Kim Nguyen (2002).

#### Naissance des prix Iris
Le 7 mars 1999 marque la tenue de la toute première soirée des prix Jutra, gala télévisé récompensant les artistes et artisans du cinéma québécois, selon les votes des membres de différentes associations professionnelles. Le violon rouge de François Girard remporte 9 des 12 prix attribués ce jour-là. En 2016, le gala sera renommé Gala du cinéma québécois, avant de prendre son nom actuel de Gala Québec Cinéma en 2017.

#### Box office
Le début de cette période coïncide avec l'année de sortie de la comédie Les Boys. Dans les années qui suivent, le cinéma québécois enregistre une quantité inédite de succès de grande envergure. À titre d’exemple, l’engouement envers La grande séduction est tel que le film de Jean-François Pouliot termine l’année 2003 en tête du box office québécois, devant toutes les autres productions nationales ou internationales. Il s’agit de la première fois depuis 1950.
Parmi les œuvres de fiction les plus vues, se retrouvent Séraphin un homme et son péché (1,3 million d’entrées), Bon Cop Bad Cop (1,3 million), La grande séduction (1,2 million), Les Boys et Les Boys II (1,1 million chacun), Les invasions barbares (913 000) et Les Boys III (910 000). C.R.A.Z.Y. (780 000), Aurore (700 000) et Elvis Gratton II, miracle à Memphis (600 000 entrées) font aussi partie des films plébiscités par le public.
Au cours de l’année 2005, les films québécois, qui rejoignaient moins de 600 000 spectateurs en 1996, attirent désormais près de 5 millions de personnes dans les salles. Ce record, inégalé à ce jour[Quand ?], correspond à près de 19 % de l’assistance totale des films au Québec cette année-là. Toutefois, certains critiques croient que le cinéma québécois, financé par l'État, produit moins de films personnels, dits d'« auteur » et trop de films populaires, perdant sa nature artistique, au fil des années. On pouvait lire dans le journal Le Devoir:
« Parlons d'argent. Puisque plus personne, dans le milieu du cinéma québécois, ne parle de création, parlons d'argent. (...) Si si, l'argent. Qui était autrefois un outil, un moyen. Et qui est, dans l'esprit des spectateurs, qu'on informe au moyen de palmarès, une mesure qualitative. Selon cette logique marchande, le film qui arrive en tête du palmarès est meilleur que celui qui arrive en deuxième position, et ainsi de suite. En dehors du top-10, du top-20 ou du top-40, point de salut. Un phénomène qu'on observe dans les librairies et chez les disquaires, où les best-sellers ont remplacé l'inventaire ». Cet avis n'est cependant pas partagé par tous. Le critique de cinéma Gilles Carignan du journal Le Soleil constate par exemple que les deux cinémas cohabitent et que : « Un film comme La Neuvaine a trouvé son public, sans l'apport de grosses quincailleries commerciales, en partie grâce à l'intérêt décuplé ces dernières années envers les films d'ici. » C'est ce qui lui fait dire que « Lorsque vient le temps de payer 12 $ pour une soirée au ciné, le produit local est plus qu'une option, c'est un sceau désormais recherché. Doit-on s'en plaindre ? »
Cette opinion est partagée par le critique du journal Voir Martin Girard qui note, en donnant l'exemple de l'année 2005 : « En 2005, le cinéma québécois a rempli son cahier des charges habituel en livrant son lot de blockbusters destinés à un large public (Le Survenant d'Érik Canuel, Idole instantanée d'Yves Desgagnés, Horloge biologique de Ricardo Trogi, Aurore de Luc Dionne, Maurice Richard de Charles Binamé) et son lot d'œuvres plus personnelles ou indépendantes (C.R.A.Z.Y. de Jean-Marc Vallée, La Neuvaine de Bernard Émond, Les États nordiques de Denis Côté, Manners of Dying de Jeremy Peter Allen, Petit Pow! Pow! Noël de Robert Morin, La Vie avec mon père de Sébastien Rose, Familia de Louise Archambault, Les États-Unis d'Albert d'André Forcier, Saints-Martyrs-des-Damnés de Robin Aubert). »

#### Rayonnement international
Entre le Bayard d’or reçu au Festival international du film francophone de Namur en 1997 par Clandestins (Denis Chouinard et Nicolas Wadimoff), et les multiples récompenses accumulées par C.R.A.Z.Y. de Jean-Marc Vallée, les fictions québécoises ont connu une décennie tout aussi faste sur le plan international. Présenté en première mondiale en mai 1998 à Cannes, Un 32 août sur terre de Denis Villeneuve est choisi pour représenter le Canada dans la course à l’Oscar du meilleur film étranger. Deux ans plus tard, le cinéaste est à nouveau dans la course à l’Oscar avec Maelstrom, son deuxième long métrage.
Parmi les autres récompenses obtenues par des artistes et artisans québécois, citons à titre d’exemple : la comédienne Élise Guilbault, récipiendaire du Bayard d’or de la meilleure actrice à Namur en octobre 2001 pour La Femme qui boit de Bernard Émond. L’année suivante dans le même festival, Ricardo Trogi remporte trois prix pour sa comédie Québec-Montréal de remporte trois prix. Yellowknife et Full Blast de Rodrigue Jean sont diffusés à Paris.
Pour sa part, Robert Lepage reçoit le prix de la critique internationale au Festival international du film de Berlin pour La Face cachée de la lune. La Grande Séduction de Jean-François Pouliot – qui avait été projeté lors de la soirée de clôture de la Quinzaine des cinéastes à Cannes – remporte le prix du public (« World cinema audience award ») au Festival du film de Sundance.

#### Oscar pourLes Invasions barbares

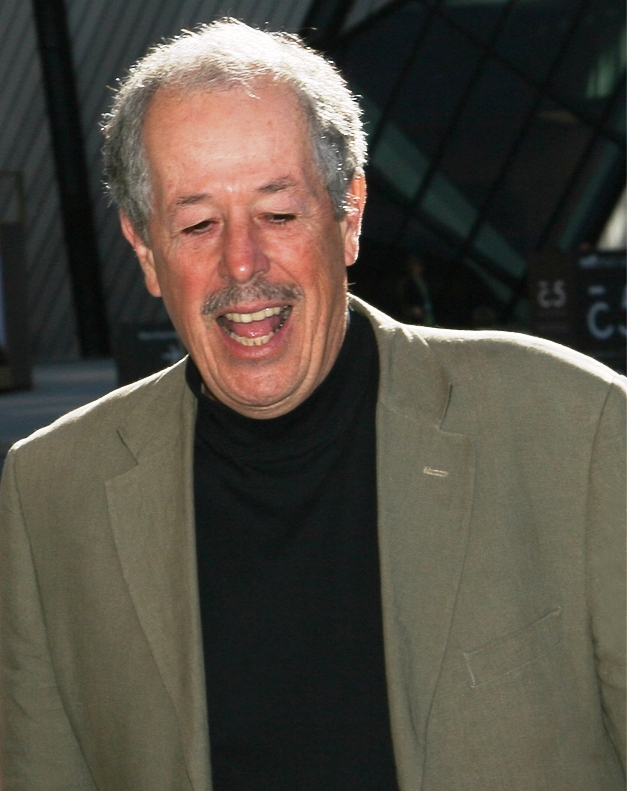
Denys Arcand, cinéaste québécois.

Présenté en compétition officielle au Festival de Cannes dans une version écourtée, Les invasions barbares de Denys Arcand remporte le prix du meilleur scénario, tandis que Marie-Josée Croze reçoit la statuette de la meilleure interprétation féminine. Abordant autant l’échec du projet nationaliste québécois que le cynisme d’intellectuels désabusés, cette suite du Déclin de l’empire américain porte, d’après son auteur, un regard sur « une maladie mortelle, la douleur, les hôpitaux québécois, l’indifférence générale, la cérémonie des adieux et peut-être, pour les vies les mieux réussies, les sourires et l’amour de ses proches »
Distribué commercialement dans plus d’une trentaine de pays, le film connait un parcours international inédit pour un film québécois. Sorti en septembre 2003 en France, le film attire 1,3 million de spectateurs dans les salles, avant de se distinguer, le 21 février 2004, à la soirée des César, lors de laquelle il remporte les prix du meilleur film, du meilleur réalisateur et de la meilleure actrice dans un second rôle (Marie-José Croze).
Le 29 février, lors de la 76e cérémonie des Oscar, Denise Robert, productrice du film, reçoit le trophée du meilleur film étranger. Les invasions barbares devient ainsi le tout premier long métrage de fiction québécois à obtenir une telle récompense.

#### Pour la suite du monde
Après une période de succès sans précédent, les parts de marché du cinéma québécois redescendent aux alentours des 10 % (10,5 % en 2007, 9,8 % en 2008, 9,6 % en 2010), avec un sursaut en 2009 (12,9 %) du au succès de la comédie policière De père en flic réalisée par Émile Gaudreault.
Pendant ce temps, le cinéma indépendant et d’auteur se renouvelle sous l’impulsion de jeunes cinéastes dont les œuvres – souvent dotées de budgets réduits – tournent le dos au réalisme social cher au cinéma québécois. Des analystes et critiques des revues 24 images  et Nouvelles Vues parlent même d’une « nouvelle vague », dont feraient partie les premiers longs métrages de Denis Côté (Les États nordiques, Nos vies privées), Maxime Giroux (Demain), Stéphane Lafleur (Continental, un film sans fusil), Rafaël Ouellet (Derrière moi, New Denmark), et quelques autres (voir article détaillé ci-dessus).
Certains, auréolés par leurs succès, partent travailler à l'étranger (Philippe Falardeau, Jean-Marc Vallée, Denis Villeneuve). D’autres font une entrée remarquée dans le domaine du long métrage de fiction, tels, entre autres, Xavier Dolan avec la sélection cannoise de J'ai tué ma mère ; Anne Émond avec le prix du meilleur premier film canadien au TIFF pour Nuit #1 ou encore Sébastien Pilote, primé par l’Association québécoise des critiques de cinéma pour Le Vendeur. Pour leur part, les femmes cinéastes ont toujours de la peine à trouver leur place dans le domaine de la fiction. En 2007, plusieurs d’entre elles fondent Réalisatrices équitables, organisme destiné à faire valoir une répartition juste des financements publics.
Sur le plan statistique, cette dernière période est marquée par l’augmentation significative de la production québécoise, passée de 36 nouveautés, documentaires et fictions, présentées en salle en 2003 à 93 quinze ans plus tard.  Malgré cela, le cinéma québécois reste largement minoritaire dans les choix de visionnement des spectateurs, qui, en 2022, ont accordé leur préférence aux films venus des États-Unis à hauteur de 82 %. Face à ces problèmes de visibilité et forcé de composer avec la concurrence des plateformes de visionnement à la demande, le cinéma québécois se diversifie et se réinvente, mais est plus que jamais tributaire des institutions publiques pour affronter les importants enjeux qui se placent sur sa route et pérenniser son avenir.

### Ouvrages
- Marcel Jean, Le cinéma québécois, Montréal, Boréal, 2005, 127 p. (ISBN 2-7646-0415-7).

1. ↑  p. 15.
2. ↑  p. 16.
3. ↑  p. 16-17.
4. ↑  p. 23.
5. ↑  p. 17.
6. ↑  p. 20.

- Yves Lever, Histoire générale du cinéma au Québec, Montréal, Boréal, 1988, 551 p. (ISBN 2-89052-202-4).

1. ↑  p. 27.
2. ↑  p. 28-29.
3. 1 2 3  p. 30.
4. ↑  p. 31.
5. ↑  p. 33.
6. ↑  p. 33-34.
7. ↑  p. 39.
8. ↑  p. 39-40.
9. 1 2  p. 43.
10. 1 2  p. 59.
11. ↑  p. 60.
12. ↑  p. 35
13. ↑  p. 35-36
14. ↑  p. 40
15. ↑  p. 41
16. ↑  p. 36

- Yves Lever et Pierre Pageau, Chronologie du cinéma au Québec, 1894-2004, Montréal, 400 coups, 2005, 312 p. (ISBN 2-89540-194-2).

1. ↑  p. 14.
2. ↑  p. 16.
3. ↑  p. 17.
4. 1 2  p. 20.
5. ↑  p. 21.
6. ↑  p. 24.
7. ↑  p. 40.
8. ↑  p. 48.

#### Livres
Dictionnaires
- Michel Houle, Alain Julien, Dictionnaire du cinéma québécois, Fides, 1978, 366 p.  (ISBN 0775506990)
- Michel Coulombe, Marcel Jean, Le dictionnaire du cinéma québécois, Boréal, 1988, 530 p.  (ISBN 2-89052-266-0)
- Michel Coulombe, Marcel Jean, Le dictionnaire du cinéma québécois, Nouvelle édition revue et augmentée, Boréal, 1991, 603 p.  (ISBN 2-89052-423-X)
- Michel Coulombe, Marcel Jean, Le dictionnaire du cinéma québécois, Nouvelle édition revue et augmentée par Michel Coulombe, Boréal, 1999, 721 p.  (ISBN 289052986X)
- Michel Coulombe, Marcel Jean, Le     Dictionnaire du cinéma québécois, Nouvelle édition revue et augmentée par Michel Coulombe, Boréal, 2006, 814p.  (ISBN 978-276460-427-4)
- Pierre Hébert, Kenneth Landry, Yves Lever, Dictionnaire de la censure au Québec: littérature et cinéma, Les Editions Fides, 2006, 715 p.  (ISBN 2762126363)
- Yves Lever, Les cent films québécois qu’il faut voir, Québec, Nuit blanche éditeur, 1995, 284p,  (ISBN 2-921053-48-9)
- Marcel Jean, Dictionnaire des films québécois, Montréal, Les Éditions Somme toute, 2014, 499p,  (ISBN 9782924283677)

Chronologie
- Michel Jacques, Chronologie du cinéma québécois : les années '80, Botakap, 1993, 59 p.  (ISBN 2980302430)
- Yves Lever et Pierre Pageau, Chronologie du cinéma au Québec, 1894-2004, Éditions Les 400 coups, 2006, 320 p.  (ISBN 2-89540-194-2)

Histoire
- Marcel Jean, Le cinéma québécois, Boréal, 2005, 127 p.  (ISBN 9782764604151)
- Yves Lever, Histoire générale du cinéma au Québec, Montréal, Les Éditions du Boréal, 1995, 635p,  (ISBN 978-2-890-52648-8)
- Yves Lever, Anastasie ou la censure du cinéma au Québec, Septentrion, 2008, 323 p.  (ISBN 2894485085)
- Gilles Marsolais, L’aventure du cinéma direct revisitée, Laval, Les 400 Coups, 1997, 294p.  (ISBN 978-2-921-62090-1)
- André     Gaudreault, Germain Lacasse et Jean-Pierre Sirois-Trahan (dir.), Au pays des ennemis du cinéma... Pour une nouvelle histoire des débuts du cinéma au Québec, Québec, Nuit Blanche éditeur, 1996, 215 p.

Autres
- Pierre-Alexandre Fradet, Philosopher à travers le cinéma québécois. Xavier Dolan, Denis Côté, Stéphane Lafleur et autres cinéastes, Paris, Éditions Hermann, 2018, 274 p.
- Pierre-Alexandre Fradet et Olivier Ducharme, Une vie sans bon sens. Regard philosophique sur Pierre Perrault, Montréal, Nota bene, 2016
- Carla Fratta (sous la direction de), Littérature et cinéma au Québec. 1995-2005, Bologne, Edizioni Pendragon, 2008, 151 p.  (ISBN 8883426711)
- Stéphane-Albert Boulais, Le cinéma au Québec: tradition et modernité, Les Editions Fides, 2006, 349 p.  (ISBN 2762126371)
- André Gaudreault et Jean-Pierre Sirois-Trahan (anthologie réunie, annotée et commentée par), La Vie ou du moins ses apparences. Émergence du cinéma dans la presse de la Belle Époque, Montréal, Cinémathèque québécoise/GRAFICS, 2002, 87 p.
- Lili Marin, La nudité dans le cinéma québécois, Université de Montréal, 2005, 208 p.
- Heinz Weinmann, Cinéma de l'imaginaire québécois : de La petite Aurore à Jésus de Montréal, L'Hexagone, 1990, 270 p.  (ISBN 289006378X)
- Bédard, Bellemare, Imaginaires du cinéma québécois, A.P.E.C., 1989, 65 p.
- Christian Poirier, Le cinéma québécois. À la recherche d'une identité ? - Tome 1 L'imaginaire filmique, PUQ, 2004, 300 p.  (ISBN 2760512576)
- Christian Poirier, Le cinéma québécois. À la recherche d'une identité ? - Tome 2 Les politiques cinématographiques, PUQ, 2004, 300 p.  (ISBN 2760512517)
- Léo Bonneville, Le cinéma québécois par ceux qui le font, Éditions Paulines, 1979, 783 p.
- Ginette Major, Le cinéma québécois à la recherche d'un public: bilan d'une décennie, 1970-1980, Presses de l'université de Montréal, 1982, 163p  (ISBN 978-2-7606-0607-4)
- Sous la direction de Michel Larouche, L’aventure du cinéma québécois en France, Montréal, XYZ Éditeur, 1996, 257p,  (ISBN 2-89261-167-9)
- André Loiselle, Le cinéma de Michel Brault, à l'image d'une nation, Éditions L'Harmattan, 2005, 340p.  (ISBN 2747590607)

Ouvrages en anglais
- Janis L. Pallister, The Cinema of Québec: Masters in Their Own House, Fairleigh Dickinson Univ Press, 1995, 599p.  (ISBN 0838635628)
- Bill Marshall, Québec National Cinema, McGill-Queen's Press, 2001, 371p.  (ISBN 077352116X)
- Scott MacKenzie, Screening Québec: Québécois moving images, national identity, and the public sphere, Manchester University Press, 2004, 224p.  (ISBN 0719063965)

Revues
- Objectif (1960-1967)
- Cinéma Québec (1971-1978)
- Séquences (depuis 1955)
- 24 images (depuis 1979)
- Ciné-Bulles (depuis 1980)
- Cinémas     - Revue d’études cinématographiques (depuis 1990)
- Nouvelles Vues (depuis 2003)